# 第四種郵便物
第四種郵便物（だいよんしゅゆうびんぶつ）とは、日本における郵便物の種類の一つ。郵便法第27条に定められた特定のもののみを内容物とする郵便物で、日本郵便が取り扱っている。

## 概要
第四種郵便物は郵便法（昭和22年法律第165号）および日本郵便の内国郵便約款によって定めている。
第四種郵便物は次のものが対象となる。基本的に約款によって差し出し方が指定されているほか、一部を除いて開封状態（内容が確認できる状態）で差し出さなければならないと規定されている。（郵便法第27条、内国郵便約款第33条）

### 通信教育用郵便物
監督省庁の認可を受けた通信教育を行う学校または法人とその受講者との間で発受する、教材、レポート、試験問題と回答などの当該通信教育の教育内容に直接関係するものを内容とする郵便物を指す。

### 点字郵便物・特定録音物等郵便物
点字のみを掲げた内容の郵便物が該当する。もしくは、点字図書館、点字出版施設等盲人の福祉を増進することを目的とする施設から差し出し、またはこれらの施設に当てて差し出される、盲人用に作成された録音物または点字用紙を内容とする郵便物が該当する。

### 植物種子等郵便物
植物種子・苗・苗木・茎、若しくは根で栽植の用に供するもの、または蚕種で繁殖の用に供するものを内容とする郵便物が該当する。また、蚕種の場合は認可を受けた事業所で密閉して差し出すことができる。重さは1kg以内で、事前承認もいらないので、誰でも利用することが可能。オプションサービスは、速達や書留、代金引換等の扱いにすることが可能である。
差し出しの際は、開封して中身が確認できるようにすることが必要である。ただし、蚕種の密閉差出の承認を受けた場合に限り、密閉したまま差し出すことができるが、その場合は「蚕種」の表示が必要になる。また、内容品の栽植又は繁殖に関する説明を同封することが可能である。

### 学術刊行物郵便物
日本郵便が指定した、学術に関する団体がその目的を達成するために継続して年1回以上発行する、学術刊行物を内容とする郵便物。指定された刊行物は、日本郵便のホームページで上で確認できる。

## 同封等物や記載事項の規則
基本的には第四種郵便物においては、他の物件の同封等や、外装への他の事項の記載を認めていないが、次に掲げるものについては、同封等または外装へ事項記載できる。（内国郵便約款第40条）
- 同封し、または内側に記載できる事項
  - 差出人又は受取人の氏名及び住所又は居所
  - 内容品の価格又は重量
  - 正誤、注意又は批評の類（点又は線によるものを含む）
  - 通信教育用郵便物で通信文を印刷したものにあっては、氏名、番号、金額、年月日その他通信文の一部をなす事項
- 外装に記載できる事項（所定の位置に限る）
  - 差出人若しくは受取人の職業、称号、商標、印鑑、電話番号、口座番号、取引銀行の名称、発送番号その他これらに類する事項
  - 郵便物の種類又は内容品の種類、名称、番号若しくは数量
  - 内容品の送付目的を示す簡単な通信文
  - 内容品の代金に関する簡単な通信文
  - 開封上の注意を示す事項
  - 送達上、郵便会社に必要な注意を示す事項
  - 印刷され、又は郵便料金計器によって表示された広告
  - 封筒又は帯紙の印刷所、製造所若しくは売りさばき店の名称及び所在地又は装飾のための簡単な模様

## サイズと郵便料金

### サイズ
最大サイズ
| 項目   | 最大サイズ                                                |
| ------ | --------------------------------------------------------- |
| 重さ   | 通信教育用郵便物・点字郵便物・特定録音物等郵便物：3kg以内 |
| 重さ   | 上記以外の第四種郵便物：1kg以内                           |
| サイズ | 立方体で長辺60cm以内、かつ、3辺合計90cm以内               |
最小サイズ
| 項目   | 最小サイズ |
| ------ | --- |
| サイズ | 円筒形か似た形で筒の長さ14cm以上、かつ、円形部直径3cm以上 四角形など上記以外の形で長辺14cm以上、かつ、短辺9cm以上 |

### 郵便料金
500gまでの郵便料金は下記の通りである。郵便料金には、消費税が含まれている。この郵便料金は、総務省の認可を受けなければ変更することができない。
| 重さ/種別    | 通信教育用郵便物 | 点字郵便物・ 特定録音物等郵便物 | 植物種子等郵便物 | 学術刊行物郵便物 |
| ------------ | ---------------- | ------------------------------- | ---------------- | ---------------- |
| 50g          | 15円             | 無料                            | 73円             | 37円             |
| 75g          | 15円             | 無料                            | 110円            | 37円             |
| 100g         | 15円             | 無料                            | 130円            | 37円             |
| 150g         | 25円             | 無料                            | 170円            | 63円             |
| 200g         | 25円             | 無料                            | 210円            | 63円             |
| 300g         | 35円             | 無料                            | 240円            | 89円             |
| 400g         | 45円             | 無料                            | 290円            | 115円            |
| 500g         | 55円             | 無料                            | 342円            | 141円            |
| 追加料金/g毎 | 10円/100g        | （なし）                        | 52円/100g        | 26円/100g        |